# Bence Jones protein
Bence Jones protein är monoklonala lätta kedjor från ett immunoglobulin som kan detekteras i urin eller serum vid myelom, MGUS eller Waldenströms sjukdom.
Fenomenet beskrevs först av läkaren Henry Bence Jones 1847 (publicerat 1848).